# César-François Cassini

Stemma famiglia Cassini

César-François Cassini (Thury-sous-Clermont, 17 giugno 1714 – Parigi, 4 settembre 1784) è stato un astronomo e geodeta francese.

## Biografia
Nipote del celebre Giovanni Cassini, e figlio di Jacques Cassini, succedette al padre nella direzione dell'osservatorio di Parigi.
La sua carriera scientifica ebbe inizio nel periodo della diatriba fra i cartesiani e i newtoniani, riguardo alla forma della Terra. Egli entrò all'Académie des sciences nel 1735, diventando astronomo aggiunto nel 1741, e astronomo pensionnaire nel 1745.
Sposò nel 1747 Charlotte Drouin de Vandeuil, con cui ebbe due figli, Jean-Dominique (Cassini IV), che gli succederà all'Osservatorio di Parigi, e Françoise Elisabeth. Inoltre fu professore ordinario alla Chambre des comptes e consigliere del re, membro della Royal Society e dell'Accademia di Berlino.
Come tutti i Cassini, abitò nello stesso appartamento al primo piano dell'Osservatorio di Parigi.
I suoi lavori astronomici non sono rimasti nella storia della scienza. Cassini III fu prima di tutto un cartografo di grande talento. La sua carta della Francia è uno dei classici del genere. Egli corresse la direzione del meridiano che passa per l'Osservatorio. Il frutto dei suoi lavori fu la stesura della grande carta della Francia, in 182 fogli, che fu pubblicata a nome dell'Académie des sciences dal 1744 al 1793, e che offre la rappresentazione più fedele del paese. César Cassini non riuscì a completare questa vasta impresa, portata a termine da suo figlio Jean-Dominique Cassini
Massone, fu membro della Loggia La Philosophie e ne 1781 fondò la Loggia Philanthropie, sull'isola greca di Zante.

## Opere
- La meridiana dell'Osservatorio di Parigi (1744)
- Descrizione geometrica della Terra (1775)
- Descrizione geometrica della Francia (1784)
- César-François Cassini, Relation d'un voyage en Allemagne, Paris, Imprimerie Royale, 1775.